# Ortopedia

A ortopedia é a especialidade médica responsável pelo diagnóstico, tratamento e prevenção de doenças e lesões que afetam o sistema musculoesquelético, incluindo ossos, músculos, ligamentos e articulações. No Brasil, as especialidades são unificadas, recebendo o nome de "Ortopedia e Traumatologia". A traumatologia é a especialidade que trata especificamente dos traumas e lesões do aparelho musculoesquelético.
Além disso, existe a especialidade odontológica Cirurgia e Traumatologia Bucomaxilofacial, que trata das doenças e traumas do complexo bucomaxilofacial. Há também a área da fisioterapia ortopédica, dedicada à avaliação e ao tratamento das disfunções do sistema musculoesquelético.
A ortopedia se consolidou como um ramo da medicina na época romana, quando foram desenvolvidos métodos cirúrgicos para o tratamento de fraturas.

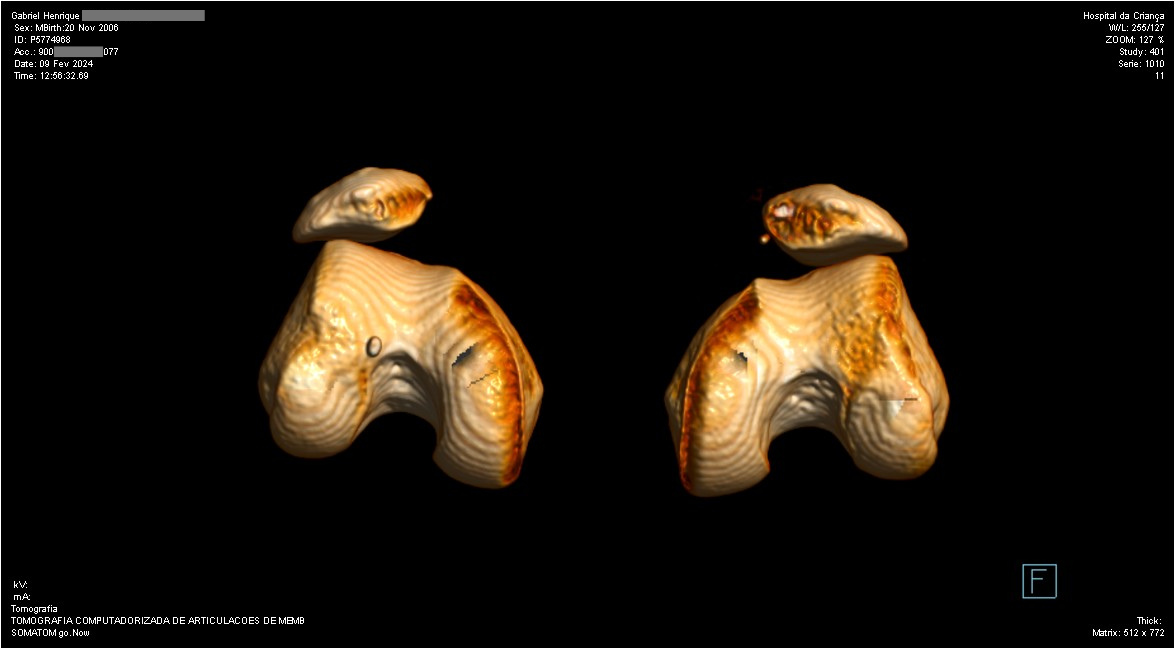
Tomografia Computadorizada do Joelho, um dos exames de imagem mais utilizados na ortopedia.

Muitas doenças ósseas não estão relacionadas a traumas, como o câncer ósseo, luxações congênitas e deformidades esqueléticas, que exigem acompanhamento médico especializado. As hérnias de disco, que podem causar dores intensas na coluna, podem ser tratadas tanto por ortopedistas quanto por neurocirurgiões, dependendo da formação e da abordagem escolhida.
O avanço dos meios de locomoção aumentou significativamente os casos de trauma, que atualmente é considerado uma condição médica e não mais apenas um "acidente". Outro importante campo de atuação da ortopedia e traumatologia é a medicina esportiva, que trata das lesões relacionadas às atividades físicas. Cada esporte apresenta gestos e movimentos específicos que podem gerar diferentes tipos de lesão. As lesões esportivas frequentemente envolvem músculos, tendões, ligamentos, cápsulas articulares e ossos, podendo afastar o atleta de suas atividades por períodos variados, conforme a gravidade do quadro.
Acidentes de trânsito, quedas, acidentes domésticos ou outros traumas podem causar fraturas ósseas complexas, frequentemente associadas a perdas sanguíneas significativas. As fraturas podem ser classificadas em:
- Fechadas: quando o osso fraturado não se comunica com o meio externo, sendo possível seu realinhamento e imobilização com gesso ou outro método conservador.
- Expostas: quando há comunicação entre a fratura e o ambiente externo, como no caso de um fêmur fraturado que perfura a pele. Essas lesões exigem tratamento mais complexo para evitar infecções e outras complicações.

Embora a traumatologia ortopédica trate lesões ósseas, musculares e tendinosas dos membros superiores, inferiores, bacia e coluna, há diferentes especialidades para outros tipos de trauma:
- Trauma abdominal: tratado pelo cirurgião geral.
- Trauma craniano: tratado pelo neurocirurgião.
- Trauma torácico: tratado pelo cirurgião do trauma ou cirurgião torácico.
- Trauma facial: tratado pelo cirurgião bucomaxilofacial ou cirurgião plástico, dependendo do caso.

Um equívoco comum é encaminhar vítimas de trauma torácico ou facial para ortopedistas, que são especialistas no tratamento do esqueleto axial (coluna vertebral) e dos membros.